# Playa de San Antonio (Nueva)

La playa de San Antonio, es una playa aislada pero con gran afluencia de público, que accede a la misma andando desde la vecina Playa de Cuevas del Mar. Presenta fuerte oleaje y corrientes.
Pertenece al concejo de Llanes, estando ubicado en la localidad española de Nueva, pese a estar muy cerca de Picones y Cuevas.
Se enmarca en las playas del Costa Verde Asturiana y está considerada paisaje protegido, desde el punto de vista medioambiental (por su vegetación y orografía). Por este motivo está integrada en el Paisaje Protegido de la Costa Oriental de Asturias.

## Descripción
Se trata de una playa en forma de concha, con unas medidas en marea baja de aproximadamente 70 metros de longitud y 47 metros de anchua. La temperatura del agua en los meses veraniegos oscila entre los 18º y 23º. Situada en un entorno virgen totalmente privilegiado (protegida por altos acantilados y rodeada de prados) de poca peligrosidad. Con unas grandes vistas desde sus exteriores en días despejados de los picos de Europa, especialmente el pico Urriellu (Naranjo de bulnes). Señalar que es una playa salvaje, por lo cual los principales inconvenientes está el no contar con ningún tipo de servicio. Destacar que en 2020 fue elegida mejor playa de España por los votantes de la revista Condé Nast Traveler.